# صيهد

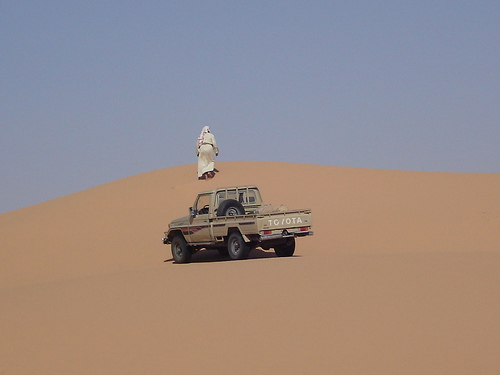

رملة السبعتين أو صيهد هي منطقة صحراوية تضم مناطق حضرموت وشبوة وجزء من الجوف ومأرب. استعمل علماء الآثار مصطلح «صيهدية» للإشارة لجوانب مختلفة من ممالك اليمن القديم.